# Leonard Corneille Dudok de Wit

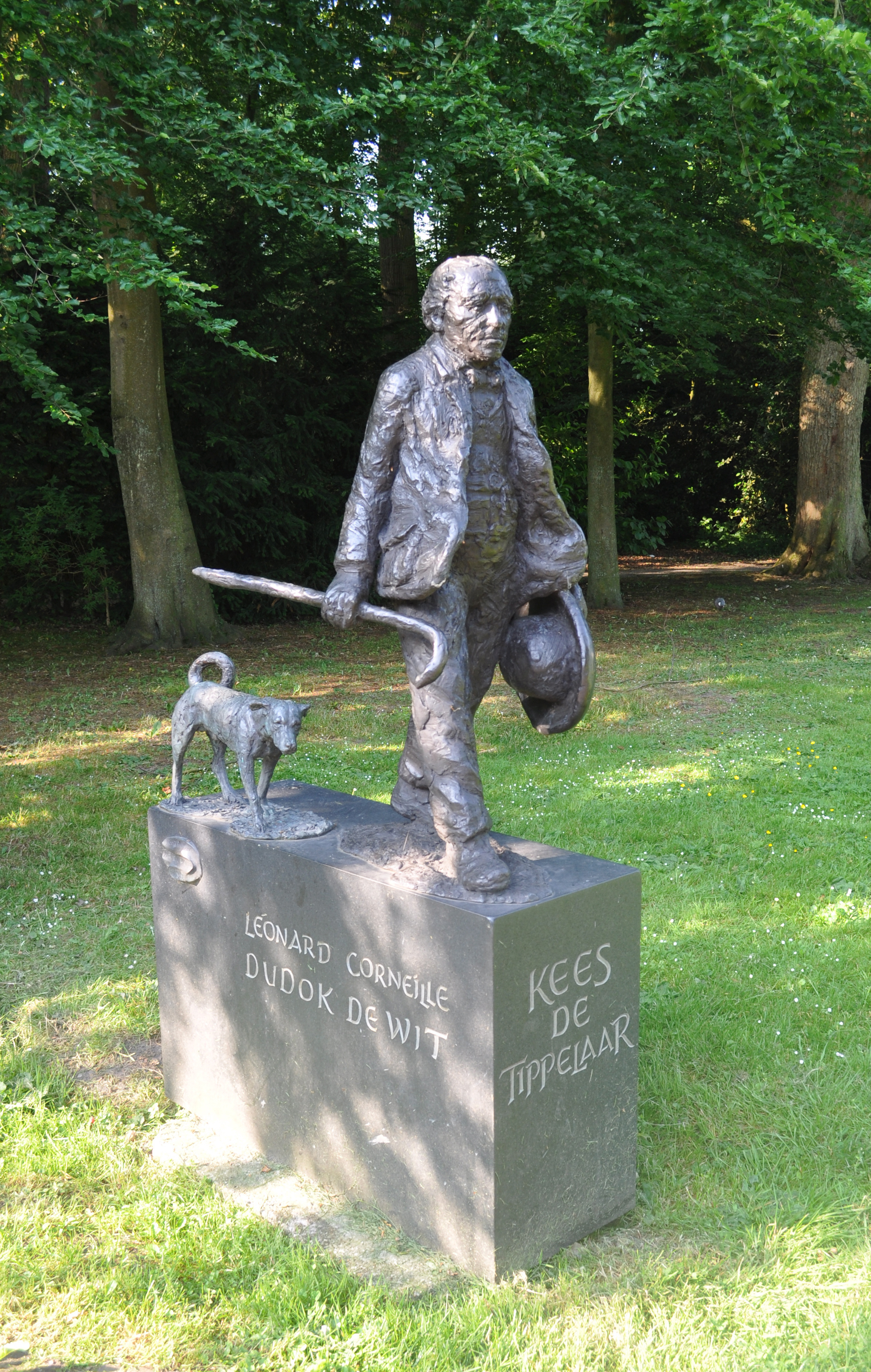
Kees de Tippelaar

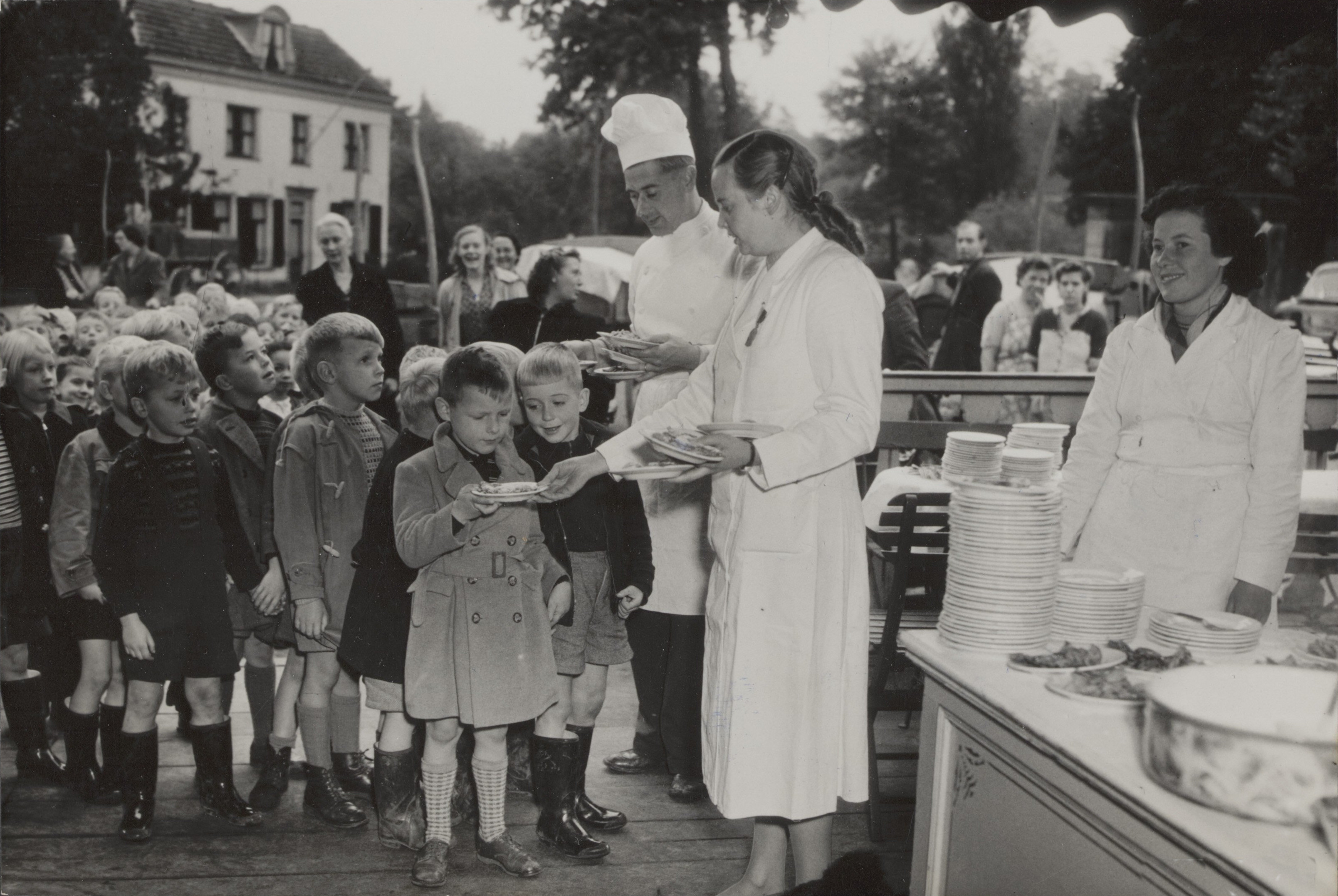
Kinderen uit Breukelen krijgen poffertjes op zijn verjaardag

Leonard Corneille (Cornelis/Kees) Dudok de Wit alias Kees de Tippelaar en De Wandelende Hollander (Amsterdam, 3 oktober 1843 - Breukelen, 29 maart 1913) was een Nederlandse excentriekeling, fervent wandelaar, filantroop en eigenaar van een buitenplaats met privémuseum.
Dudok de Wit werd geboren in een zeer vermogend Amsterdams koopmansgeslacht en erfde met zijn broer de buitenplaats Slangevecht in Breukelen. Hij maakte meerdere grote wandeltochten, waaronder als eerste Europeaan een maandenlange tocht door Java over een afstand van 3560 kilometer. Hij wordt gezien als een pionier met betrekking tot het sportieve langeafstandswandelen. Tijdens zijn reizen verzamelde hij attributen voor zijn Museum voor Land- en Volkenkunde. Daarnaast was hij medeoprichter van de Amsterdamsche Hockey & Bandy Club. Dudok de Wit bleef ongehuwd. In zijn woonplaats Breukelen organiseerde hij activiteiten en trakteerde met zijn verjaardag de plaatselijke jeugd op poffertjes. Na zijn overlijden in 1913 werd het laatstgenoemde bij testamentaire beschikking voortgezet.